# Birkenfeld (Birkenfeld, Unterfranken)
Birkenfeld ist ein Gemeindeteil der Gemeinde Birkenfeld im Landkreis Main-Spessart in Bayern.

## Geographie
Durch das Pfarrdorf fließt der Karbach. Nachbarorte sind Urspringen, Billingshausen, Leinach, Greußenheim, Remlingen und Karbach.

## Religion
Birkenfeld ist in konfessioneller Hinsicht katholisch geprägt. Die Pfarrei St. Valentin (Pfarreiengemeinschaft Maria – Patronin von Franken, Urspringen) gehört zum Dekanat Lohr.